# Ignaz Philipp Rosenmeyer

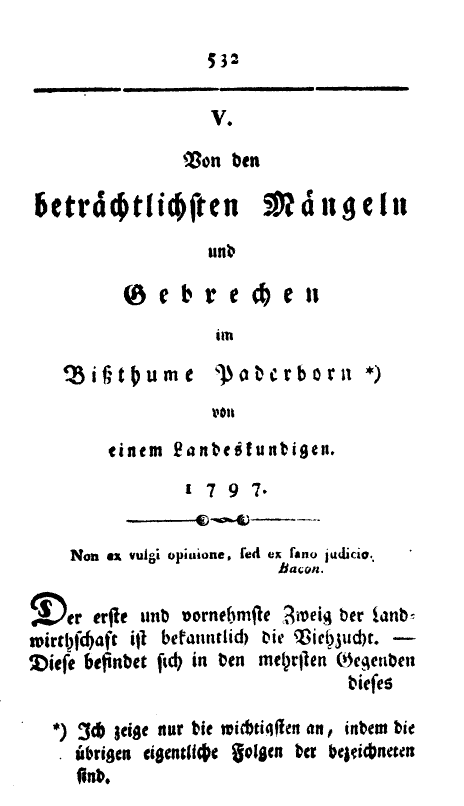
Titelblatt "Von den beträchtlichsten Mängeln und Gebrechen..." Magazin für Westphalen 1797

Ignaz Philipp Rosenmeyer (* 5. Oktober 1764 in Warburg; † 18. April 1830 ebenda) war ein deutscher Jurist und Historiker. Er gilt als ein Pionier der westfälischen Kulturgeschichte.

## Leben
Er wuchs als ältester Sohn des Kaufmanns Balthasar Philipp Rosenmeyer und seiner zweiten Frau Maria Anna Spanken in der Warburger Altstadt auf und besuchte zunächst die dortige Dominikanerschule. 1782 wechselte er auf das Franziskanergymnasium zu Rietberg, da die Schule einen besseren Ruf im Bereich der Philosophie und Mathematik hatte. Dort wohnte er bei dem bekannten Hofmaler und Kunsttischler Ludwig Bartscher. Nach der Schulzeit wollte er zunächst Geistlicher werden und erhielt am 25. April 1784 die Tonsur durch den Paderborner Fürstbischof Friedrich Wilhelm. Mit Unterstützung eines Stipendiums der Warburg-Neustädtischen Kaplanei studierte er Theologie an der Paderborner Universität und begann eine Priesterausbildung bei den Warburger Dominikanern. Im Sommer 1787 verzichtete er jedoch auf die in Aussicht stehenden Pfründen, um an der Universität Mainz Rechts- und Kameralwissenschaften zu studieren. Dort wandte er sich den Ideen der Aufklärung zu und befreundete sich unter anderem mit dem Schweizer Historiker und Mainzer Hofrat Johannes von Müller, der einen nachhaltigen Einfluss auf ihn ausübte.
1790 zog er nach Paderborn, wurde dort als Advokat vereidigt und durch den Paderborner Hofrichter und Kaiserlichen Pfalzgrafen Friedrich W. Cosmann zum Doctor juris ernannt. Er gründete eine Anwaltskanzlei und heiratete 1794 die vermögende Kaufmannstochter Regina Josephine Rode aus Höxter, die eine Mitgift von fast 12.000 Reichsthaler in die Ehe einbrachte. Das Paar bekam 2 Söhne und eine Tochter. Auf die ihm danach durch den Corveyer Fürstbischof Johann Karl Theodor von Brabeck angebotene Stelle eines Regierungsrates, die sein kurz zuvor verstorbener Schwager Anton Rode innegehabt hatte, verzichtete er. 1797–1798 veröffentlichte er im Magazin für Westphalen anonym eine starke Kritik der Zustände im Bistum Paderborn. Durch einen ebenfalls anonymen Einsatz für den 1799 mit Kirchenbann belegten Josephinisten Ferdinand Becker fiel er bei der fürstbischöflichen Landeshoheit Paderborn schließlich in Ungnade.

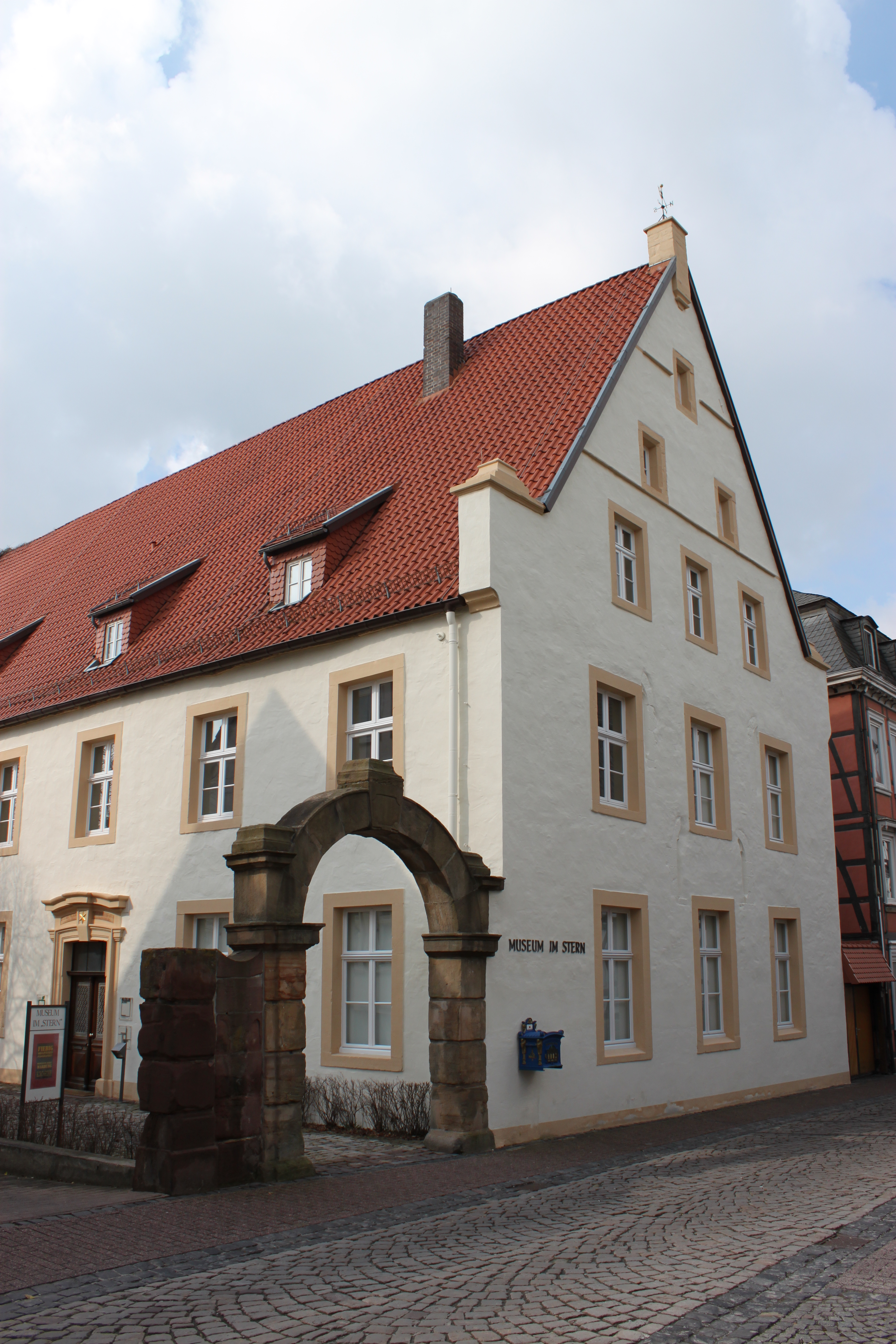
Das Haus Sternstraße 35 in Warburg, Sitz der Familie Rosenmeyer und Nachfahren 1787–1920

1802 gab seine Paderborner Kanzlei auf und zog mit seiner Familie nach Warburg, wo seine Mutter noch im Haus Stern lebte. 1804 erwarb er im nahegelegenen Landau im Fürstentum Waldeck für 9.800 Reichsthaler ein Landgut in der Hoffnung, sich dort als unabhängiger Privatgelehrter den Wissenschaften widmen zu können, insbesondere der „Ausarbeitung der Geschichte“ seines „Vaterlandes Westfalen“. Fehlende Investitionsmittel durch den Wertverlust des u. a. in österreichische Staatsanleihen angelegten Vermögens, Verunkrautung der Flächen durch Wucherblumen und wohl auch mangelnde praktische Erfahrungen in der Landwirtschaft führten jedoch dazu, dass bereits 1807 das Gut wieder verkauft werden musste.
1808 zog die Familie nach Kassel, wo er sich um eine Stelle beim soeben gegründeten Königreich Westphalen bemühte. Johannes von Müller war dort von Napoleon persönlich zum Staatssekretär berufen worden und war seit dem 21. Januar 1808 Generaldirektor des öffentlichen Unterrichts. Rosenmeyer widmete ihm die Gründung einer neuen Zeitschrift: „Archiv für die Geschichte Geographie, Topographie und Statistik des Königreiches Westphalen“, möglicherweise in der Hoffnung, sich hierdurch für eine Festanstellung als Archivar o. ä. zu empfehlen. Allerdings kam die Zeitschrift nicht über zwei Hefte hinaus, und von Müller, der 1809 starb, konnte ihm lediglich eine mit 130 Reichthaler im Monat dotierte Stelle als Instrument der "Hohen Polizei" (Geheimpolizei), der die Überwachung der politischen Meinung und Haltung verdächtiger Gruppen oblag, verschaffen. Nach Beendung der französischen Herrschaft wurde er am 6. Dezember 1813 durch die Polizei des wiedergegründeten Kurfürstentums Hessen ins Kasseler Kastell in der Unterneustadt in Untersuchungshaft genommen. Seine Frau, seine Mutter und seine Tochter konnten ihn dort am 20. Dezember besuchen. Am 31. Januar 1814 wurde er wieder freigelassen.
Danach kehrte Rosenmeyer, arbeitslos, mittellos und gesundheitlich angeschlagen, mit seiner Familie nach Warburg zurück. Seinem älteren Sohn wurde die angestrebte Laufbahn als preußischer Offizier verwehrt, sein zweiter war durch den Schreck der Verhaftung des Vaters geisteskrank geworden. Ein von Rosenmeyer angestrengter Prozess um seine Rehabilitierung endete mit dem Urteil des Zivilgouverneur Ludwig von Vincke vom 15. November 1815, dass er sowohl in seinem früheren Leben als auch in seiner Funktion als Instrument sich "vorwurfsfrei" verhalten und "vielen verhafteten Personen geholfen und manchem Übel vorgebeugt hat". Seine anschließend an den preußischen Justizminister Friedrich Leopold von Kircheisen gerichtete Bewerbung auf Wiederzulassung als "Justiz-Kommissair beim Stadt- und Landgericht Warburg" wurde ihm jedoch zunächst mit Hinweis auf "sein Benehmen als Polizei-Agent" mehrfach abgelehnt. Erst eine öffentliche Diskussion des "Falles Rosenmeyer" in der Presse und eine Eingabe beim preußischen König Friedrich Wilhelm III. bewirkten schließlich, dass am 21. Juli 1817 nicht nur seine Schuldlosigkeit anerkannt und seine Bewerbung angenommen, sondern ihm sogar angesichts seiner angegriffenen Gesundheit eine "angemessene Pension" zugesprochen und sein Sohn zum Offizier ernannt wurde. Er lebte und arbeitete danach noch 13 Jahre in Warburg und starb am 18. April 1830, neun Tage nach dem Tod seiner Mutter.

## Schriften
Ab 1797 verfasste Rosenmeyer über 200 Schriften zu verschiedenen Themen, die überwiegend in Zeitschriften wie dem von Arnold Mallinckrodt herausgegebenen Magazin für Westfalen bzw. Westphälischer Anzeiger verbreitet wurden. Zu nennen sind u. a.
- Von den beträchtlichsten Mängeln und Gebrechen im Bistum Paderborn, von einem Landeskundigen: Dortmund 1797 S. 532–564 1798 S. 246–270, anonym, 1823 autorisiert.
- „Biographische Nachrichten von dem Paderbornischen gelehrten Fürstbischoff Ferdinand von Fürstenberg“, Dortmund 1804, S. 870 ff
- Archiv für die Geschichte, Geographie, Topographie und Statistik des Königreiches Westphalen. Eine Zeitschrift in zwanglosen Heften, Bd. 1 und 2, 182 S., Verlag W. Hampe, Kassel 1808
- Die römische Veste Aliso bei Paderborn, gegen diejenigen Geschichtsschreiber, die solche wider bessern Beweis andern Provinzen zugeschrieben haben, in: Arn. Mallinkrodt's neuestem Magazin der Geographie, Geschichte und Statistik, Heft 4, S. 360–373, Dortmund 1816
- Von den ältesten öffentlichen und Privatgesundheits-Anstalten in Deutschland, in: Grote’s und Raßmann’s Thusnelda, Coesfeld 1816
- Friedrich Spee, in: Grotes Jahrbuch für Westfalen und den Niederrhein 1, Coesfeld 1817
- Züge aus dem Leben des berühmten Erzbischof Ansgar, in: Mindener Sonntagsblatt 3, Minden 1819
- Konrad von Marburg, Mindener Sonntagsblatt 3, Minden 1820
- Meine Reise durch das Ländchen Delbrück im Fürstenthum Paderborn, in: Rheinisch-Westphälischer Anzeiger Nr. 1, Dortmund 1821